# Virtuelle Deutsche Landesbibliographie
Die Virtuelle Deutsche Landesbibliographie ist eine im Internet zugängliche Bibliografie, die eine übergreifende Suche in deutschen Landes- und Regionalbibliografien ermöglicht. Sie basiert auf der Technologie des Karlsruher Virtuellen Katalogs und ist seit 2001 online. Sie stellt für Deutschland die wichtigste Suchmöglichkeit für regionen- oder ortsbezogene Literatur dar. Die Virtuelle Deutsche Landesbibliographie wird gepflegt von den Landesbibliotheken in den einzelnen Bundesländern.

## Geschichte
Seit 1995 wurden die ersten Landesbibliographien im Internet online verfügbar gemacht. Mit der Zeit entstand die Idee, neben den einzelnen Angeboten auch eine gemeinsame Oberfläche zur gebündelten Recherche in den verschiedenen Beständen anzubieten.
Auf Initiative der  AG Regionalbibliographie, die die Arbeit der einzelnen landes- und regionalbibliographischen Arbeitsstellen koordiniert, wurde eine Metasuche entwickelt, die sich am 1996 eingeführten Karlsruher Virtuellen Katalog (KVK) orientierte. Die Umsetzung dieser Metasuche als „Virtuelle Deutsche Landesbibliographie“ (VDL) erfolgte an der Universitätsbibliothek Karlsruhe (heute: KIT-Bibliothek), wo sie auch heute noch gehostet wird. Im Sommer 2001 ging die erste Version der VDL online. Pilotteilnehmer waren die Landesbibliographien von Baden-Württemberg und Rheinland-Pfalz; bis Ende 2004 waren zwölf der 15 bestehenden Landesbibliographien integriert. Mittlerweile sind auch die drei noch verbliebenen Bibliographien eingebunden: Zuletzt kam die Thüringen-Bibliographie hinzu. Entwicklung und Betrieb der VDL wurden nicht, wie bei ähnlichen Unternehmungen üblich, auf Projektbasis organisiert, sondern über einzelne Kooperationsverträge: Bibliographieträger, die an der VDL teilnehmen wollen, schließen einen Vertrag mit der KIT-Bibliothek und zahlen einen Pauschalbetrag für die Programmierkosten der Einbindung der jeweiligen Datenbanken. Für die Zukunft angedacht sind eine Ergänzung der durchsuchbaren Datenbanken um Bibliographien kleinerer Regionen (wie die Schaumburgische Bibliographie) sowie die Ausweitung über Deutschland hinaus: Mit der Hinzunahme von österreichischen und deutschschweizerischen Bibliographien könnte sich die „Virtuelle deutsche Landesbibliographie“ weiterentwickeln zur „Virtuellen deutschsprachigen Landesbibliographie“.

## Datenbestände, Erschließung und Metasuche
Zwischen den beteiligten Bibliographien bestehen zahlreiche Unterschiede, z. B. im Hinblick auf den Erfassungszeitraum, die Art des berücksichtigten Materials, die Art der sachlichen Erschließung, die spezifischen Such-Möglichkeiten usw. Informationen zu den einzelnen Bibliographien sind auf einer Übersichtsseite zusammengestellt. Alle Bibliographien werden durch die jeweiligen Redaktionen laufend aktualisiert.
Die von den Bibliographien gesammelten Veröffentlichungen umfassen nicht nur Bücher, sondern auch Artikel aus Sammelbänden und Zeitschriften, audiovisuelle und elektronische Medien sowie graue Literatur. Der Anteil unselbständiger Literatur macht etwa 2/3 der Bestände aus; man könnte die VDL daher auch als eine große Aufsatzdatenbank bezeichnen.
Neben der Erschließung über Schlagwörter verwenden die einzelnen Bibliographien Klassifikationen, über die eine systematische Suche in den Beständen erfolgen kann.
Eine Metasuche über mehrere Bibliographien bietet einige Vorteile. Zum einen gibt es zahlreiche Überschneidungsbereiche, da viele Themen von mehreren Bibliographien bearbeitet werden. So kann z. B. eine wichtige Persönlichkeit in einem Bundesland geboren worden sein, aber in einem anderen gewirkt haben, bestimmte Regionen sind Teil mehrerer Bundesländer, große Unternehmen sind an mehreren Standorten in unterschiedlichen Regionen aktiv usw. Zum anderen sind die regionalen Bibliographien aber nicht nur für regional gebundene Fragestellungen dienlich, sondern sie können aufgrund der Erfassung grauer Literatur, der tiefen Erschließung und des breiten Themenspektrums, das sich durch die erfasste Literatur ergibt, auch für allgemeine Fragestellungen interessant sein.
Es gibt allerdings einige Punkte, in denen die VDL aufgrund ihres Metasuchmaschinen-Charakters nicht den gleichen Suchumfang ermöglicht wie die einzelnen Bibliographien. So ist z. B. eine systematische Suche über die VDL nicht möglich, da die Bibliographien individuelle Klassifikationen verwenden, die nicht in eine Gesamt-Systematik integriert werden können. (Durch die übersichtliche Verlinkung der Bibliographien ist aber ein schneller Zugriff auf die Originaldatenbank und damit auf die jeweilige Klassifikation möglich.) Auch Zusatzfunktionen wie die Einschränkung der Treffermenge nach bestimmten Kriterien, die Verwendung von Suchfiltern oder die Suche in digitalisierten Zettelkatalogen ist nur in den einzelnen Bibliographien direkt möglich. Da in den Datenbanken z. T. unterschiedlich viele Schlagwort-Suchfelder verwendet werden, kann es zudem sein, dass die Suchwörter aus den drei Feldern der VDL-Suchmaske nicht immer an die entsprechenden Suchfelder der einzelnen Bibliographien übergeben werden können.
Aufgrund dieser technischen Einschränkungen kann die VDL-Metasuche die Recherche in den einzelnen Bibliographien nicht ersetzen: Sie ist als ein Portal für die beteiligten Bibliographien zu verstehen, das für einen Such-Einstieg oder eine ergänzende Suche gut geeignet ist; eine umfassende Suche zu einer Region sollte immer in der entsprechenden Datenbank selbst erfolgen. Außerdem sollten auch die älteren gedruckten Ausgaben der Bibliographien so lange berücksichtigt werden, bis die Informationen daraus in die Datenbanken übernommen wurden.

## Recherchieren in der VDL
Als Metasuche ermöglicht die VDL die gleichzeitige Abfrage mehrerer Datenbanken.
Neben der formalen Suche nach Titel, Autor, Körperschaft und Erscheinungsjahr der verzeichneten Werke gibt es drei Felder zur sachlichen Suche: Sachbegriff, Person, Ort/Region.
Die eingegebenen Suchwörter werden automatisch mit „UND“ verknüpft. Eine Rechtstrunkierung ist mit dem Zeichen „?“ möglich; in einigen Bibliographien wird automatisch trunkiert.
Die Suchanfragen werden an die ausgewählten Bibliographien weitergegeben; die Suchergebnisse werden – im Gegensatz z. B. zur DigiBib, die die Treffer aus verschiedenen Quellen in einer Liste zusammenfasst – in einzelnen Kurztrefferlisten ausgegeben, von denen aus zum Eintrag in die Originaldatenbank verlinkt wird. Die VDL verfügt über keinen eigenen Such-Index.
Auch typisch für Metasuchen ist die Tatsache, dass die Suche in der VDL bei Recall und Precision schlechtere Werte aufweist als Suchen in den einzelnen Datenbanken.